# 플리니식 분화

플리니식 분화의 전형적인 모습. 1: 분연주. 2: 마그마 도관. 3: 화산재 낙하. 4: 용암과 화산재 층. 5: 지층. 6: 마그마굄.

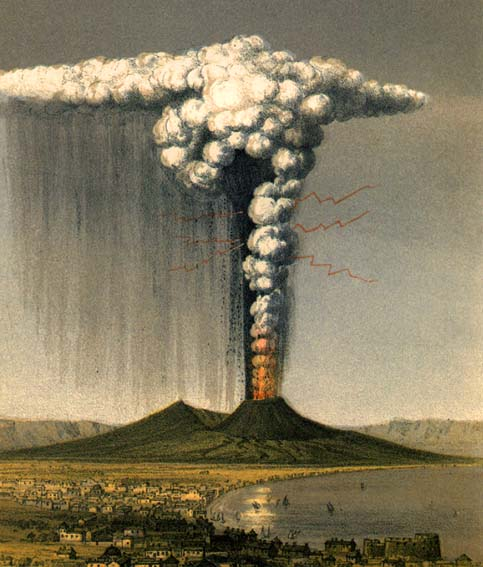
1822년 영국의 지질학자 조지 줄리어스 풀렛 스크로프가 그린 79년 베수비오산 분화의 상상도. 분출하는 화산재와 가스 기둥 주변에 화산뢰가 묘사되어 있다.

플리니식 분화(Plinian eruption)또는 베수비오식 분화(Vesuvian eruptions)는 고대 로마 도시인 헤르쿨라네움과 폼페이를 파괴한 79년 베수비오산 분화과 유사한 특징을 보이는 화산 분화이다. 이 분화는 소 플리니우스가 삼촌 대 플리니우스의 사망 후 작성한 편지에서 묘사되었다.
플리니식 분화는 화산암 파편과 뜨거운 가스 기둥을 지구 대기의 두 번째 층인 성층권까지 높이 뿜어낸다. 또한 화산에서 많은 양의 경석을 분출하며 강력하고 지속적인 가스 분출을 동반한다.
분화는 하루 이내에 끝날 수도 있고, 며칠 또는 몇 달 동안 지속될 수도 있다. 더 긴 분화는 화산재 구름 생성으로 시작되며, 때로는 화쇄류를 동반하기도 한다. 분출되는 마그마의 양이 너무 많아서 아래의 마그마굄이 고갈되어 화산의 꼭대기가 붕괴될 수 있으며, 이는 칼데라를 형성한다. 미세한 화산재와 분쇄된 경석은 넓은 지역에 퇴적될 수 있다. 플리니식 분화는 종종 큰 소리를 동반한다. 상승하는 화산재 기둥 주변에 축적된 전기 전하가 갑자기 방전되어 번개를 유발하는 경우도 흔하며, 이는 영국의 지질학자 조지 줄리어스 풀렛 스크로프가 1822년 그림에서 묘사했거나 2022년 훙가통가 해저화산 분화 동안 관찰되었다.
용암은 보통 규산염이 풍부한 데사이트 또는 유문암질이다. 현무암질의 낮은 규산염 용암은 특정 조건(낮은 마그마 수분 함량 <2%, 적당한 온도, 빠른 결정화)이 충족되지 않는 한 플리니식 분화를 거의 일으키지 않는다. 최근의 현무암질 사례는 뉴질랜드 북섬의 1886년 타라웨라산 분화이다.

## 플리니우스의 묘사

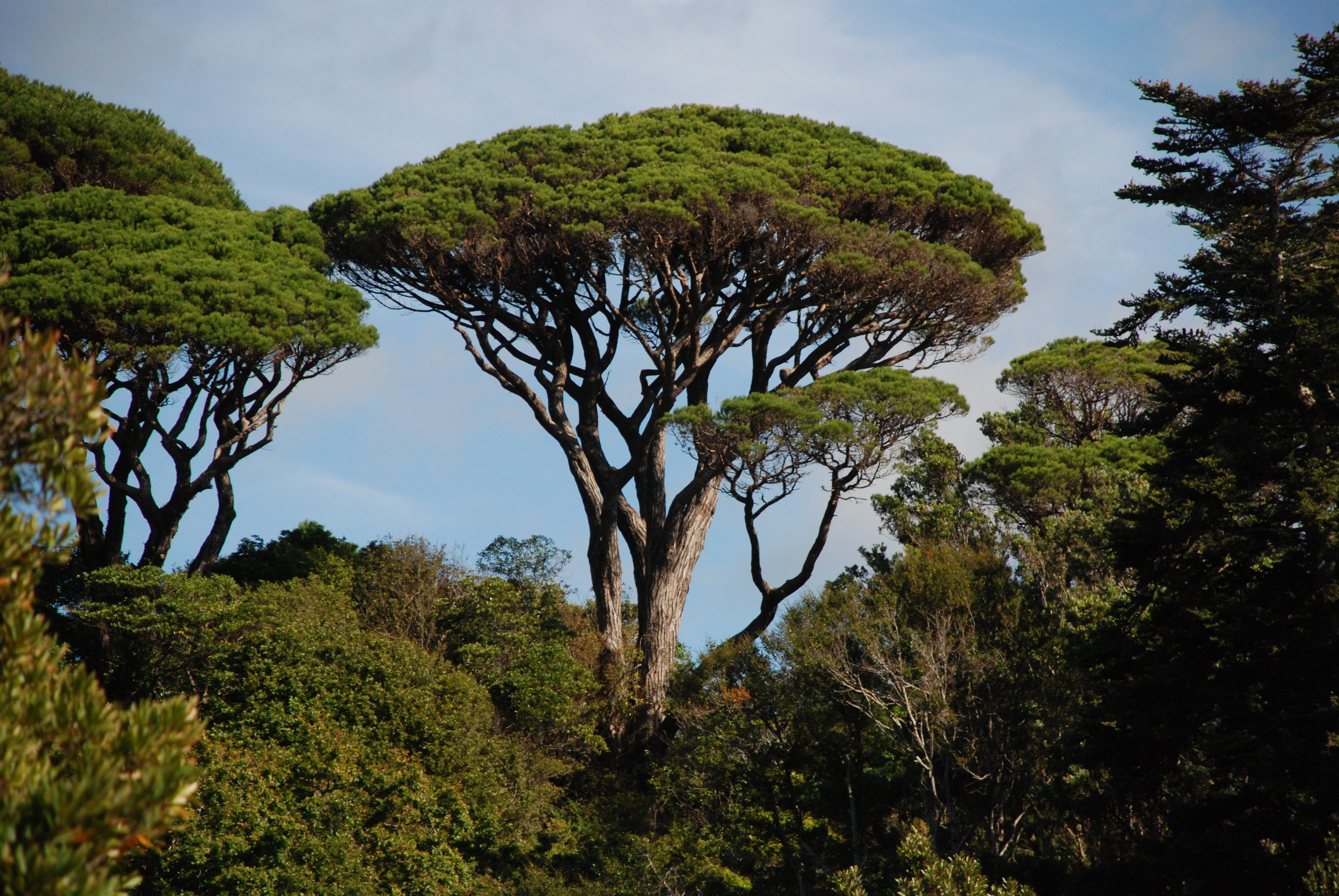
소 플리니우스가 분화를 묘사하기 위해 사용한 나무의 종류인 우산소나무

소 플리니우스는 삼촌 대 플리니우스가 79년 베수비오산 분화를 처음 관찰한 내용을 다음과 같이 묘사했다.
8월 24일 오후 1시경, 어머니께서 아버님께 매우 특이한 크기와 모양의 구름을 보시라고 요청하셨습니다. 아버님께서는 막 햇볕을 쬐고 차가운 물에 목욕을 마치신 후 가벼운 점심을 드시고 다시 책을 보시던 참이었습니다. 아버님께서는 즉시 일어나셔서 더 잘 볼 수 있는 언덕 위로 가셨습니다. 이 거리에선 어느 산에서 온 구름인지 불확실했지만 (나중에 베수비오산에서 온 것으로 밝혀졌습니다), 구름이 위로 솟아오르고 있었습니다. 그 모양을 가장 정확하게 묘사하자면 소나무와 같았습니다. 매우 높은 줄기 형태로 솟아올라 꼭대기에서 나뭇가지처럼 퍼졌습니다. 제가 상상하기로는 갑작스러운 바람이 구름을 밀어 올리면서 위로 갈수록 그 힘이 약해졌거나, 혹은 구름 자체가 자체 무게로 다시 눌려 제가 언급한 방식으로 팽창한 것 같았습니다. 구름은 흙과 재가 얼마나 섞여 있느냐에 따라 때로는 밝게, 때로는 어둡고 얼룩덜룩하게 보였습니다. 이 현상은 삼촌과 같은 학식과 연구를 갖춘 분에게는 특별하고 더 깊이 살펴볼 가치가 있는 것처럼 보였습니다.
 — 편지 제6권, 편지 16편, 윌리엄 멜모스 번역
대 플리니우스는 나폴리만 해안의 위험한 상황에 처한 희생자들을 구하기 위해 나섰고, 자신의 범요선을 타고 만을 가로질러 스타비아에(현대 카스텔라마레 디 스타비아 근처)로 향했다. 소 플리니우스는 그가 어떻게 죽었는지를 설명하면서 화산에서 방출된 유독 가스를 흡입하여 쓰러져 사망했다고 추측했다. 그의 시신은 8월 26일, 화산 기둥이 흩어진 후 분출된 화산재 아래에 묻힌 채 발견되었으며, 외상이 없었다. 이는 질식이나 중독과 일치하지만, 심장마비, 천식 발작, 또는 뇌졸중일 수도 있다.

## 사례

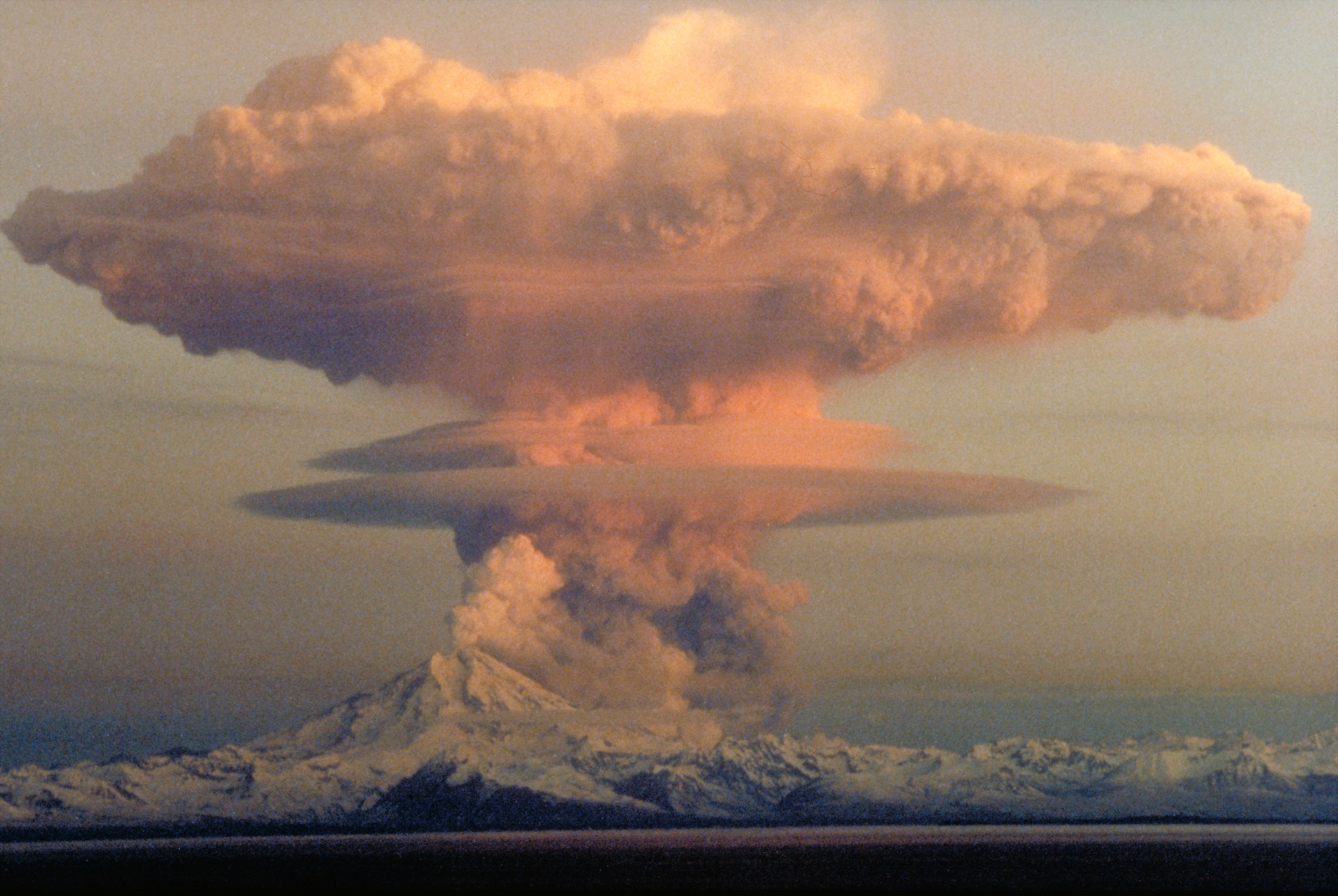
1990년 4월 21일, 레다우트산의 분화운을 케나이반도(화산 정상에서 60km 이상 떨어진 곳) 서쪽에서 본 모습

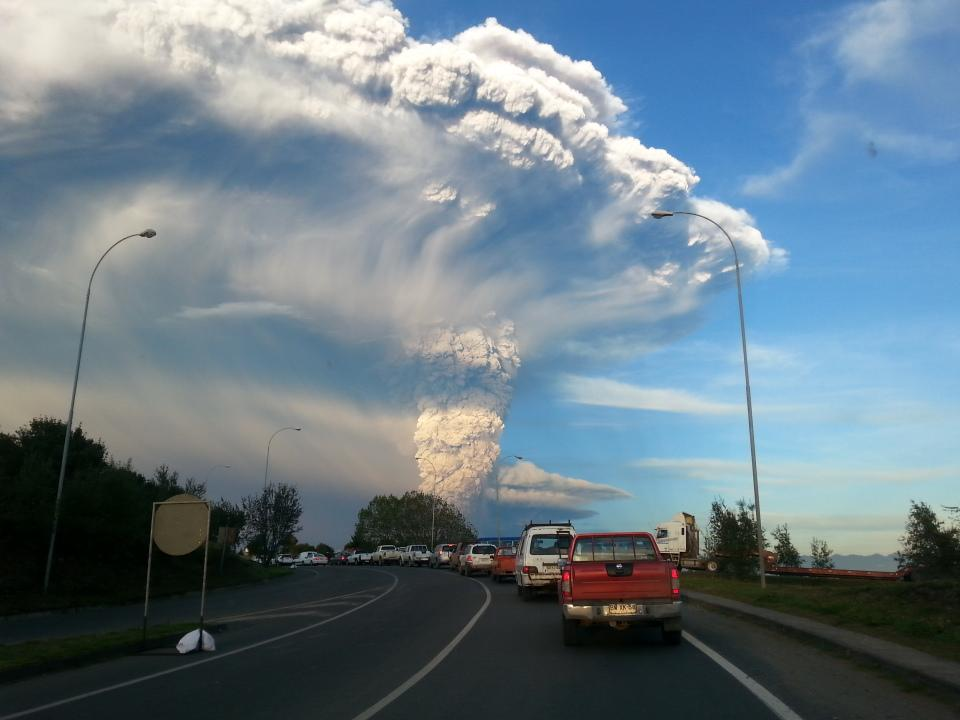
2015년 4월, 칼부코산의 준플리니식 분화

- 76만 년 전 미국 동부 캘리포니아에서 발생한 롱 밸리 칼데라 분화.
- 기원전 10,950년 독일 라인란트팔츠주의 라흐호 분화.
- 기원전 4860년 미국 오리건주의 마자마산 분화로 분화구 호수 형성.
- 기원전 1645년 그리스 남부 에게해에서 발생한 미노스 화산 분화.
- 기원전 400년대 캐나다 브리티시컬럼비아주의 브리지 리버 벤트 분화.
- 79년 이탈리아 폼페이에서 발생한 베수비오산 분화. 이것은 전형적인 플리니식 분화였다.
- 180년 뉴질랜드에서 발생한 하테페 타우포호 분화.
- 946년 중화인민공화국 / 조선민주주의인민공화국의 백두산 분화.
- 1257년 인도네시아 롬복섬의 사말라스산 분화.
- 1600년 페루의 후아이나푸티나산 분화.
- 1667년과 1739년 일본 홋카이도의 다루마에산 분화.[6]
- 1707년 일본 후지산 분화.
- 1815년 인도네시아 숨바와섬의 탐보라산 분화.
- 1883년 인도네시아 순다 해협의 크라카타우산 분화.
- 1886년 뉴질랜드 타라웨라산 분화.
- 1902년 과테말라 산타마리아산 분화.[7]
- 1912년 미국 알래스카주의 노바룹타산 분화, 20세기 최대 화산 분화.
- 1980년 워싱턴주의 세인트헬렌스산 분화.
- 1982년 멕시코 치아파스주 치아파스 화산호의 엘치촌산 분화.
- 1991년 필리핀 중앙루손 지방 잠발레스주의 피나투보산 분화.
- 2009년 6월 러시아의 사리체프봉 분화.
- 2011년~2012년 칠레의 푸예우에-코르돈카우예산 분화.
- 2014년 에콰도르 코르딜레라 오리엔탈의 퉁구라우아산 분화.
- 필리핀 2020년 탈 화산 분화.
- 통가의 2022년 훙가통가 해저화산 분화.

## 초플리니식 분화
1980년, 화산학자 조지 P. L. 워커는 하테페 분화의 예외적인 확산력과 분출 기둥 높이를 바탕으로 이를 초플리니식(Ultra-Plinian) 퇴적물이라는 새로운 유형의 대표적인 사례로 제안했다. 초플리니식 분화의 경계는 분산 지수 50,000 제곱킬로미터 (19,000 sq mi)로 제안되었다. 화산 폭발 지수의 기준에서, 초플리니식 분화로 인정되면 최소 VEI-5가 된다.
초플리니식 분화의 기준은 45 km의 분출 기둥 높이이며, 최근에는 41 km이다. 플리니식 분화와 초플리니식 분화 사이의 전환점에 있는 몇 안 되는 분화 사례로는 1257년 사말라스산 분화의 P3 단계, 1991년 피나투보산 분화, 캄파니아 이그님브라이트 분화의 플리니식 단계, 반델리어 응회암 중 츠칸카위 경석층, 1902년 산타마리아산 분화가 있다.
한때 명백했던 하테페 분화의 초플리니식 분류는 최근 증거 때문에 의문이 제기되었는데, 이는 극심한 분출력보다는 당시 인식되지 않은 풍향 변화의 결과라는 것이 밝혀졌기 때문이다.

## 같이 보기
- 펠레식 분화 - 플레산의 폭발적 분화와 관련됨
- 화산 분화 유형
- 가장 큰 화산 분화 목록